# Pere López Agràs
Pere López Agràs (Andorra-a-Velha, 13 de outubro de 1971) é um político andorrano que serviu como primeiro-ministro interino de Andorra de 28 de abril a 12 de maio de 2011.